# Cucut de l'illa del Coco
El cucut de l'illa del Coco (Coccyzus ferrugineus) és una espècie d'ocell de la família dels cucúlids (Cuculidae) que habita boscos i matolls de l'illa del Coco, illa del Pacífic propera a Costa Rica